# Rivière Wawackeciw
La rivière Wawackeciw est un affluent de la rivière Kakospictikweak (via le lac Piresiw), coulant au Québec, au Canada. Le cours de la rivière coule dans les régions administratives :
- du Nord-du-Québec : dans Eeyou Istchee Baie-James, canton de Pfister ; et
- de la Mauricie : dans la ville de La Tuque, canton de Balète.

La foresterie constitue la principale activité économique de cette vallée ; les activités récréotouristiques, en second. La vallée de cette rivière est desservie par quelques branches de routes forestières se connectant au réseau routier plus au sud.
La surface de la rivière Wawackeciw est habituellement gelée de la mi-novembre à la fin avril, toutefois la circulation sécuritaire sur la glace se fait généralement du début décembre à la fin de mars.

## Géographie
Les bassins versants voisins de la rivière Wawackeciw sont :
- côté nord : lac Compton, lac Némégousse, rivière Cawcot, lac Beaucours ;
- côté est : ruisseau Eastman, lac Ventadour, ruisseau Verreau, lac Normandin, rivière Normandin, lac Buade ;
- côté sud : Lac Piresiw, Rivière Kakospictikweak, réservoir Gouin ;
- côté ouest : rivière Toussaint, lac Baptiste, lac Marceau, rivière Pascagama.

La rivière Wawackeciw prend naissance à l’embouchure d’un lac non identifié (longueur : 0,5 km ; altitude : 484 m) situé dans le canton de Pfister, dans Eeyou Istchee Baie-James (municipalité). L’embouchure de ce lac de tête est située à :
- 1,1 km à l'ouest d’un sommet de montagne (altitude : 549 m) ;
- 13,5 km au nord-est de l’embouchure de la rivière Wawackeciw ;
- 30,4 km au nord de l’embouchure de la rivière Kakospictikweak (confluence avec la baie Nord du lac Omina du réservoir Gouin) ;
- 48,3 km au nord du centre du village de Obedjiwan (aménagé sur une presqu’île de la rive nord du réservoir Gouin) ;
- 86,1 km au nord-ouest du barrage à l’embouchure du réservoir Gouin (confluence avec la rivière Saint-Maurice)[2].

À partir de l’embouchure du lac de tête, le cours de la rivière Wawackeciw coule entièrement en zone forestière sur 20,5 km selon les segments suivants :
- 0,9 km vers le nord-est, en traversant un petit lac non identifié (altitude : 470 m) sur 0,5 km, jusqu’à son embouchure ;
- 3,1 km vers le nord-est, puis vers le sud-ouest en contournant une montagne dont le sommet atteint 549 m et en traversant sur sa pleine longueur un lac non identifié (longueur : 1,6 km ; altitude : 454 m), jusqu’à son embouchure ;
- 3,7 km vers le sud-ouest notamment en traversant sur sa pleine longueur un lac non identifié (longueur : 1,8 km ; altitude : 447 m), jusqu’à son embouchure ;
- 1,3 km vers le sud-ouest, jusqu’à la limite Est du canton de Balète. Note : Cette limite correspond aussi à la limite entre la ville de La Tuque et Eeyou Istchee Baie-James ;
- 5,1 km vers le sud-ouest dans le canton de Balète, notamment en traversant le lac Wawackeciw (longueur : 4,1 km ; altitude : 441 m) sur 2,3 km, jusqu’à son embouchure ;
- 6,4 km vers le sud en passant du côté est du lac Baptiste jusqu’à la rive nord du lac Piresiw[2].

La confluence de la rivière Wawackeciw avec le lac Piresiw est située à :
- 17,0 km au nord de l’embouchure de la rivière Kakospictikweak ;
- 34,4 km au nord du centre du village de Obedjiwan ;
- 79,0 km au nord-ouest du barrage Gouin ;
- 134 km au nord-ouest du centre du village de Wemotaci ;
- 220 km au nord-ouest du centre-ville de La Tuque ;
- 331 km au nord-ouest de l’embouchure de la rivière Saint-Maurice (confluence avec le fleuve Saint-Laurent) à Trois-Rivières.

La rivière Wawackeciw se déverse dans le canton de Balète au fond d’une baie du lac Piresiw (longueur : 1,8 km ; altitude : 414 m). Le lac Piresiw reçoit du côté ouest la décharge de la partie supérieure de la rivière Kakospictikweak laquelle draine notamment les eaux du lac Kanimepiriskak.
À partir de l’embouchure de la rivière Wawackeciw, le courant coule sur 113,4 km vers le sud, puis généralement vers le sud-est, jusqu’au barrage Gouin, notamment en traversant le lac Piresiw sur sa pleine longueur, la partie inférieure de la rivière Kakospictikweak, la baie Nord du lac Omina, le lac Kawawiekamak, la baie Eskwaskwakamak, le lac Marmette, le lac McSweeney, le lac Nevers, le lac Brochu et la baie Kikendatch. De là, le courant emprunte la rivière Saint-Maurice jusqu’à Trois-Rivières, où il se déverse dans le
fleuve Saint-Laurent.

## Toponymie
Le toponyme rivière Wawackeciw a été officialisé le 27 octobre 1987 à la Commission de toponymie du Québec.